# Coupe de Serbie masculine de handball
La Coupe de Serbie masculine de handball est une compétition de handball à élimination directe en Serbie.
Précédée jusqu'en 1992 par la Coupe de Yougoslavie, elle devient la Coupe de la RF de Yougoslavie puis de Coupe de Serbie-et-Monténégro  en 2003 et enfin Coupe de Serbie depuis 2006.

## Résultats

### Coupe deRF Yougoslavie
| Année | Vainqueur                 | Score                | Finaliste                 |
| ----- | ------------------------- | -------------------- | ------------------------- |
| 1993  | Partizan Belgrade         | 18 - 15              | RK Proleter Zrenjanin     |
| 1994  | Partizan Belgrade         | 38 - 36 22-20, 16-16 | Étoile rouge de Belgrade  |
| 1995  | Étoile rouge de Belgrade  | ?? - ??              | RK Proleter Zrenjanin     |
| 1996  | Étoile rouge de Belgrade  | ?? - ??              | Mornar Bar                |
| 1997  | RK Železničar Niš         | 44 - 44 23-20, 21-24 | RK Sintelon Bačka Palanka |
| 1998  | Partizan Belgrade         | 66 - 60 30-21, 36-39 | RK Lovćen Cetinje         |
| 1999  | RK Železničar Niš         | 26 - 25              | Crvenka                   |
| 2000  | RK Sintelon Bačka Palanka | 25 - 23              | Étoile rouge de Belgrade  |
| 2001  | Partizan Belgrade         | 22 - 21              | RK Lovćen Cetinje         |
| 2002  | RK Lovćen Cetinje         | 19 - 18              | RK Sintelon Bačka Palanka |
| 2003  | RK Lovćen Cetinje         | 28 - 26              | Partizan Belgrade         |

### Coupe deSerbie-et-Monténégro
| Année | Vainqueur                | Score   | Finaliste         |
| ----- | ------------------------ | ------- | ----------------- |
| 2004  | Étoile rouge de Belgrade | 33 - 30 | Partizan Belgrade |
| 2005  | Vojvodina Novi Sad       | 32 - 25 | RK Lovćen Cetinje |
| 2006  | Vojvodina Novi Sad       | 24 - 22 | Partizan Belgrade |

### Coupe deSerbie
| Année | Vainqueur                | Score                | Finaliste                |
| ----- | ------------------------ | -------------------- | ------------------------ |
| 2007  | Partizan Belgrade        | 31 - 26              | RK Jugović               |
| 2008  | Partizan Belgrade        | 28 - 23              | RK Kolubara Lazarevac    |
| 2009  | RK Kolubara Lazarevac    | 22 - 18              | Partizan Belgrade        |
| 2010  | RK Kolubara Lazarevac    | 30 - 29              | Étoile rouge de Belgrade |
| 2011  | Vojvodina Novi Sad       | 22 - 21              | Étoile rouge de Belgrade |
| 2012  | Partizan Belgrade        | 23 - 22              | Spartak Vojput           |
| 2013  | Partizan Belgrade        | 30 - 24              | Zaječar                  |
| 2014  | RK Železničar Niš        | 30 - 26              | Étoile rouge de Belgrade |
| 2015  | Vojvodina Novi Sad       | 34 - 23              | Spartak Vojput           |
| 2016  | Metaloplastika Šabac     | 26 - 24              | Vojvodina Novi Sad       |
| 2017  | Étoile rouge de Belgrade | 20 - 18              | Spartak Vojput           |
| 2018  | RK Železničar Niš        | 21 - 19              | Vojvodina Novi Sad       |
| 2019  | Vojvodina Novi Sad       | 27 - 22              | RK Dinamo Pančevo        |
| 2020  | Vojvodina Novi Sad       | 32 - 20              | RK Dinamo Pančevo        |
| 2021  | Vojvodina Novi Sad       | 19 - 17              | Metaloplastika Šabac     |
| 2022  | Metaloplastika Šabac     | 29 - 28              | Vojvodina Novi Sad       |
| 2023  | Vojvodina Novi Sad       | 58 - 53 28-22, 30-31 | RK Dinamo Pančevo        |
| 2024  | Partizan Belgrade        | 29 - 28tab           | Vojvodina Novi Sad       |
| 2025  | Vojvodina Novi Sad       | 28 - 26              | Partizan Belgrade        |

## Bilan par club
| Club                      | Total | RF Youg./Serbie-et-Monténégro | RF Youg./Serbie-et-Monténégro | Serbie                                  | Serbie                                   |
| Club                      | Total | Titres                        | Années                        | Titres                                  | Années                                   |
| ------------------------- | ----- | ----------------------------- | ----------------------------- | --------------------------------------- | ---------------------------------------- |
| Partizan Belgrade         | 9     | 4                             | 1993, 1994, 1998, 2001        | 5                                       | 2007, 2008, 2012, 2013, 2024             |
| Vojvodina Novi Sad        | 9     | 2                             | 2005, 2006                    | 7                                       | 2011, 2015, 2019, 2020, 2021, 2023, 2025 |
| RK Železničar Niš         | 4     | 2                             | 1997, 1999                    | 2                                       | 2014, 2018                               |
| Étoile rouge de Belgrade  | 4     | 3                             | 1995, 1996, 2004              | 1                                       | 2017                                     |
| RK Lovćen Cetinje         | 2     | 2                             | 2002, 2003                    | non applicable, cf. Coupe du Monténégro | non applicable, cf. Coupe du Monténégro  |
| RK Kolubara Lazarevac     | 2     | 0                             | -                             | 2                                       | 2009, 2010                               |
| Metaloplastika Šabac      | 2     | 0                             | -                             | 2                                       | 2016, 2022                               |
| RK Sintelon Bačka Palanka | 1     | 1                             | 2000                          | 0                                       | -                                        |

Le RK Lovćen Cetinje est le seul club monténégrin à avoir remporté la coupe de RF Yougoslavie, en 2002 et 2003.